# Jumaytepeque
Le Jumaytepeque est un stratovolcan du Guatemala.